# Fastelavn
Fastelavn (Nederlands: Vastenavond) is een compositie van Knudåge Riisager. Hij voltooide het werk op 10 juni 1930. Het draagt opusnummer 20, maar is in wezen zijn ongeveer vijftigste compositie.
Het is deel drie van de officieuze serie "Symfonik billede for orkester". Riisager geeft in deze ouverture zijn muzikale kijk op het carnaval in Deens Kopenhagen met verklede mannen en vrouwen. Het werk staat als virtuoos te boek. De componist verwerkte melodie van het carnavalliedje Kan du gætte, hvem jeg in het midden- en eindstuk.
Het werk ging in première op 7 maart 1932 met een uitvoering onder leiding van dirigent en collegacomponist Peder Gram.
Orkestratie:
- 3 dwarsfluiten, 2 hobo’s, 3 klarinetten, 3 fagotten
- 4 hoorns, 3 trompetten, 3 trombones, 1 tuba
- pauken, percussie, celesta
- violen, altviolen, celli, contrabassen